# 1875 en arts plastiques
| Années des arts plastiques : 1872 - 1873 - 1874 - 1875 - 1876 - 1877 - 1878    |
| Décennies des arts plastiques : 1840 - 1850 - 1860 - 1870 - 1880 - 1890 - 1900 |

Cette page concerne l'année 1875 en arts plastiques.

## Événements
- 23 août - 15 novembre : ouverture du Salon de Bruxelles de 1875[1].

## Œuvres

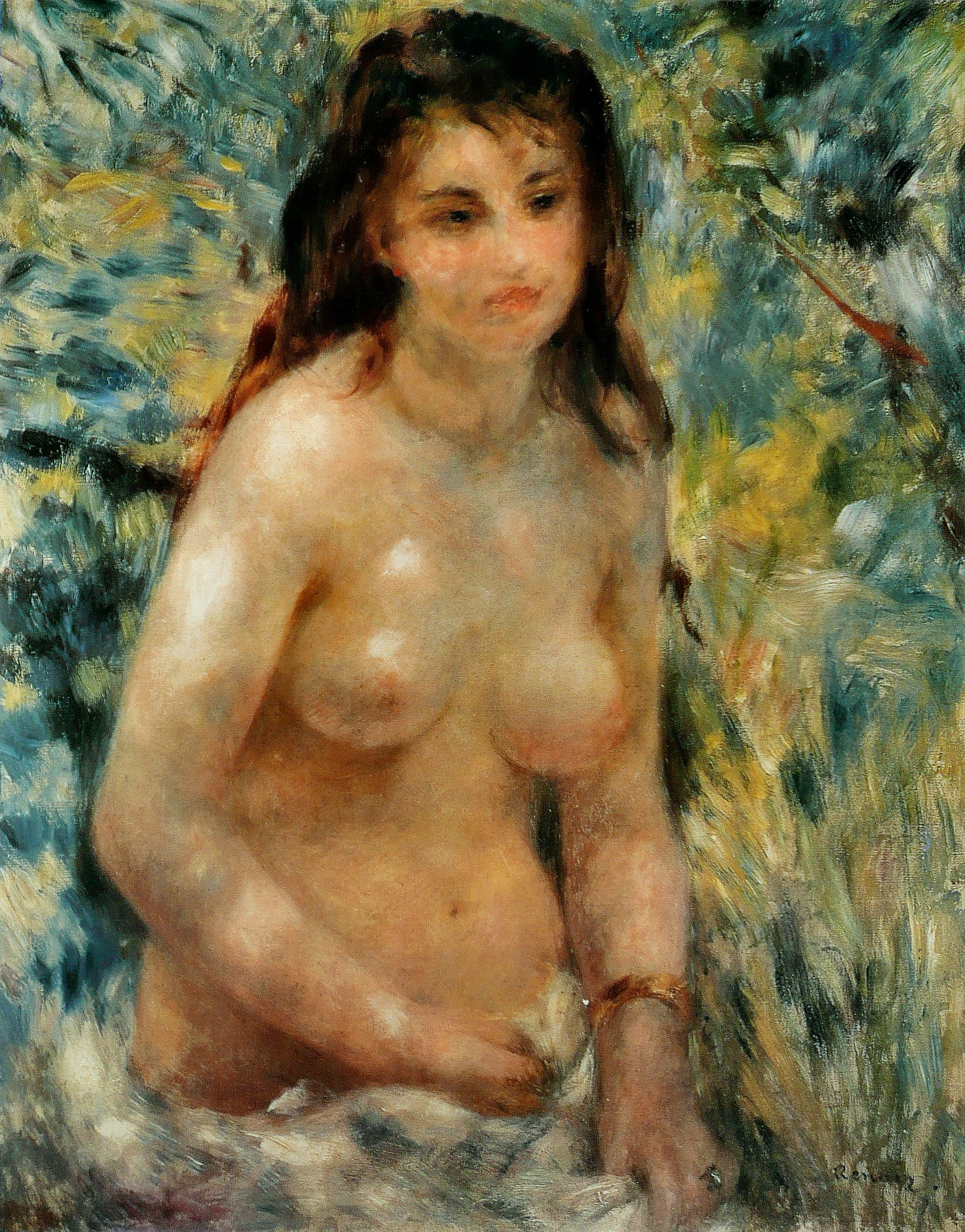
Torse, effet de soleil, toile dAuguste Renoir

- L'Apparition, tableau de Gustave Moreau.
- L'Excommunication de Robert le Pieux, tableau de Jean-Paul Laurens.
- La Promenade, tableau de Claude Monet.
- La Terrasse à Saint-Germain, Printemps, La Neige à Louveciennes, La Forge à Marly-le-Roi, tableaux d'Alfred Sisley.
- La Mort de Przemysl II, tableau de Jan Matejko.
- À l'Aube, tableau de Charles Hermans.

## Naissances
- 1er janvier : Stelletsky, sculpteur, décorateur de théâtre, illustrateur, architecte et peintre iconographe russe († 12 février 1947),
- 8 janvier : Alix Marquet, sculpteur et peintre français († 27 juin 1939),
- 13 janvier : Jeanne Judith Croulard, peintre française († 23 juillet 1956),
- 26 janvier : Jeanne Lauvernay-Petitjean, peintre française († 23 décembre 1955),
- 2 février : Joseph Asal, peintre allemand et français († 26 avril 1950),
- 16 février : Pierre-Eugène Vibert, peintre, dessinateur, illustrateur et graveur suisse († 1er janvier 1937),
- 17 février : Vassili Millioti, peintre russe puis soviétique († 5 mars 1943),
- 21 février : Charles Guérin, peintre et lithographe français († 19 mars 1939),
- 22 février : Maurice Pellerier, peintre et aquarelliste français († 14 janvier 1962),
- 1er mars : Alexandre Urbain, peintre et graveur français († 22 octobre 1953),
- 7 mars : Gustave Pierre, peintre et aquafortiste français († 19 mars 1939),
- 9 mars : Georges Pavec, peintre français († 6 novembre 1963),
- 12 mars : Alice Kaub-Casalonga, peintre française († 8 décembre 1948),
- 13 mars :
  - Lizzy Ansingh, peintre néerlandaise († 14 décembre 1959),
  - Alfred Plauzeau, peintre français († 6 octobre 1918),
- 15 mars : Jean-Baptiste Bassoul, peintre français († 2 juin 1934),
- 18 mars : Jean-Pierre Laurens, peintre français († 23 avril 1932),
- 20 mars : Émile Bulcke, peintre et sculpteur belge († 28 octobre 1963),
- 27 mars : Albert Marquet, peintre et dessinateur français († 14 juin 1947),
- 6 avril : Leonetto Cappiello, peintre, illustrateur, caricaturiste et affichiste italien naturalisé français († 2 février 1942),
- 12 avril : Gabriel Van Dievoet, peintre, décorateur et sgraffitiste belge († 17 novembre 1934),
- 18 avril : Max Theynet, peintre et aquarelliste suisse († 20 novembre 1949),
- 23 avril :
  - Georges Maury, peintre français († 20 septembre 1962),
  - Shōen Uemura, peintre japonaise († 27 août 1949),
- 28 avril : Modest Sosenko, peintre et artiste monumental ausro-hongrois puis ukrainien († 4 février 1920),
- 29 avril : Henri-Jules Barjou, peintre, aquarelliste et aquafortiste français († 17 août 1943),
- 4 mai : Wojciech Weiss, peintre polonais († 7 décembre 1950),
- 5 mai : Raphael Kirchner, peintre, dessinateur, illustrateur, lithographe et caricaturiste autrichien († 2 août 1917),
- 8 mai : Herman Gouwe, peintre néerlandais († 28 décembre 1965),
- 9 mai :Rūdolfs Pērle, peintre letton († 17 juin 1917),
- 12 mai : Jean Destrem, peintre français († 28 septembre 1914),
- 24 mai : C. G. Finch-Davies, soldat, ornithologue et peintre britannique puis sud-africain († 4 août 1920),
- 26 mai : Paul Levéré, peintre français († 11 janvier 1949),
- 4 juin : Paul Landowski, sculpteur français d'origine polonaise († 27 mars 1961),
- 6 juin : Horace Colmaire, peintre français († 20 février 1965),
- 7 juin : Pablo Alborno, peintre et ethnographe paraguayen († 11 janvier 1958),
- 10 juin : Gustave Corlin, peintre français († 18 septembre 1969),
- 16 juin : Gustave Henry Mosler, peintre américain († 17 août 1906),
- 28 juin : Charles Hoffbauer, peintre français naturalisé américain († 26 juillet 1957),
- 1er juillet : René Péan, peintre et lithographe français († 4 septembre 1955).
- 14 juillet : Louis Süe, architecte, décorateur et peintre français († 7 août 1968),
- 21 juillet : Oskar Moll, peintre allemand († 19 août 1947),
- 25 juillet : Pierre Laprade, peintre et graveur français († 23 décembre 1931),
- 31 juillet : Jacques Villon (Gaston Duchamp), peintre et graveur français († 9 juin 1963),
- 14 août : Mstislav Doboujinski, peintre russe puis soviétique († 20 novembre 1957),
- 18 août : Eugène Thiery, peintre français († 28 novembre 1961),
- 2 septembre : Olga Della-Vos-Kardovskaïa, peintre et graphiste russe puis soviétique († 9 août 1952),
- 3 septembre : Astri Aasen, peintre norvégienne († 10 octobre 1935),
- 4 septembre : Eugène Lanceray, graphiste, peintre, sculpteur, mosaïste et illustrateur russe († 13 septembre 1946),
- 7 septembre : Oleksandr Mourachko, peintre et professeur russe († 14 juin 1919),
- 17 septembre : Alphonse Cellier, peintre français († 1936),
- 22 septembre : Mikalojus Konstantinas Čiurlionis, compositeur et peintre lituanien († 10 avril 1911),
- 1er octobre : Eugeen van Mieghem, peintre belge († 24 mars 1930),
- 3 octobre : Dr. Atl (Gerardo Murillo), peintre mexicain († 15 août 1964),
- 24 octobre : Konstantine Iouon, peintre et théoricien de l'art russe puis soviétique († 11 avril 1958),
- 25 octobre : Raymond Woog, peintre et dessinateur français († 10 mai 1949),
- 29 octobre :
  - Georges Marty, peintre français († 24 mars 1959),
  - Rebeca Matte Bello, sculptrice chilienne  († 14 mai 1929),
- 20 novembre : Feliks Michał Wygrzywalski, peintre orientaliste polonais († 5 septembre 1944),
- 21 novembre : Jacques Simon, peintre et graveur français († 1965),
- 24 novembre :
  - Maurice Del Mue, peintre américain († 24 janvier 1955),
  - Xawery Dunikowski, sculpteur et peintre polonais († 26 janvier 1964),
  - Louis-Mathieu Verdilhan, peintre français († 15 décembre 1928),
- 6 décembre : Georges Ritleng, peintre paysagiste et graveur français († 5 mai 1972),
- 17 décembre : Henri Émilien Rousseau, peintre orientaliste français († 28 mars 1933),
- 18 décembre : Carlos María Herrera, peintre uruguayen († 28 mars 1914),
- 19 décembre : Erich Klossowski, historien de l'art et peintre français d'origine polonaise mais originellement de nationalité prussienne († 23 janvier 1949),
- 20 décembre : Henri Callot, peintre et escrimeur français († 22 décembre 1956),
- 22 décembre : Jules Grandjouan, dessinateur, peintre, affichiste et syndicaliste révolutionnaire libertaire français († 12 novembre 1968),
- ? :
  - Paul Barian, peintre français († 1942),
  - Éloi-Noël Bouvard, peintre français († 1957),
  - Sergueï Chtcherbatov, peintre, philanthrope, collectionneur d'art et archéologue russe puis soviétique († 25 mai 1962),
  - Fleury Joseph Crépin, peintre d'art brut français († 1948),
  - Henriette Tirman, peintre, graveuse et illustratrice française († 30 octobre 1952).

## Décès
- 3 janvier : Guillaume Régamey, peintre français (° 22 septembre 1837),
- 20 janvier :
  - Jean-François Millet, peintre français (° 4 octobre 1814),
  - Jean Nicolas Laugier, peintre, graveur et illustrateur français (° 22 juillet 1785),
- 22 février : Camille Corot, peintre français (° 16 juillet 1796),
- 25 février : Karl Beggrov, peintre, aquarelliste et lithographe russe d'origine allemande (° 26 février 1799),
- 26 février : Robert William Buss, aquafortiste et illustrateur britannique (° 4 août 1804),
- 27 mars : Étienne Mélingue, acteur, sculpteur et peintre français (° 16 avril 1807),
- 5 avril : Félix Thomas, architecte, peintre, graveur et sculpteur français (° 29 septembre 1815),
- 9 mai : Augustin-Pierre-Bienvenu Chenu, peintre français (° 12 mai 1833),
- 25 juin : Antoine-Louis Barye, sculpteur et peintre français (° 24 septembre 1795),
- 9 juillet : Jean-Charles-Joseph Rémond, peintre paysagiste français (° 1795),
- 13 juillet : Jean-Adolphe Beaucé, peintre français (° 2 août 1818),
- 15 juillet : Friedrich Lange, peintre allemand (° 29 octobre 1834),
- 3 août : Camille Marcille, peintre, collectionneur d'art et conservateur de musée français (° 1er mai 1816),
- 19 septembre : Claude-Basile Cariage,  peintre et professeur de dessin français (° 26 septembre 1798),
- 12 octobre : Jean-Baptiste Carpeaux, sculpteur, dessinateur et peintre français (° 11 mai 1827),
- 12 novembre : Paul Lauters, aquarelliste, lithographe et graveur belge (° 16 juillet 1806),
- 21 novembre : Alexandre Colin, peintre et lithographe français (° 5 décembre 1798),
- 26 novembre : Johann Geyer, peintre allemand (° 7 janvier 1807),
- 29 novembre : Jean Seignemartin, peintre français membre de l'école lyonnaise de peinture (° 16 avril 1848),
- 26 décembre : Emilio Praga, peintre, écrivain, poète et librettiste italien (° 18 décembre 1839),
- ? :
  - Giuseppe Mancinelli, peintre italien de l'école napolitaine (° 17 mars 1813),
  - Prosper Saint-Germain, peintre et illustrateur français (° 1804).